# Olympische Winterspiele 2010/Teilnehmer (Belarus)
| Gelbes Symbol für Goldmedaillen mit stilisierten Olympischen Ringen | Graues Symbol für Silbermedaillen mit stilisierten Olympischen Ringen | Braundes Symbol für Bronzemedaillen mit stilisierten Olympischen Ringen |
| ------------------------------------------------------------------- | --------------------------------------------------------------------- | ----------------------------------------------------------------------- |
| 1                                                                   | 1                                                                     | 1                                                                       |

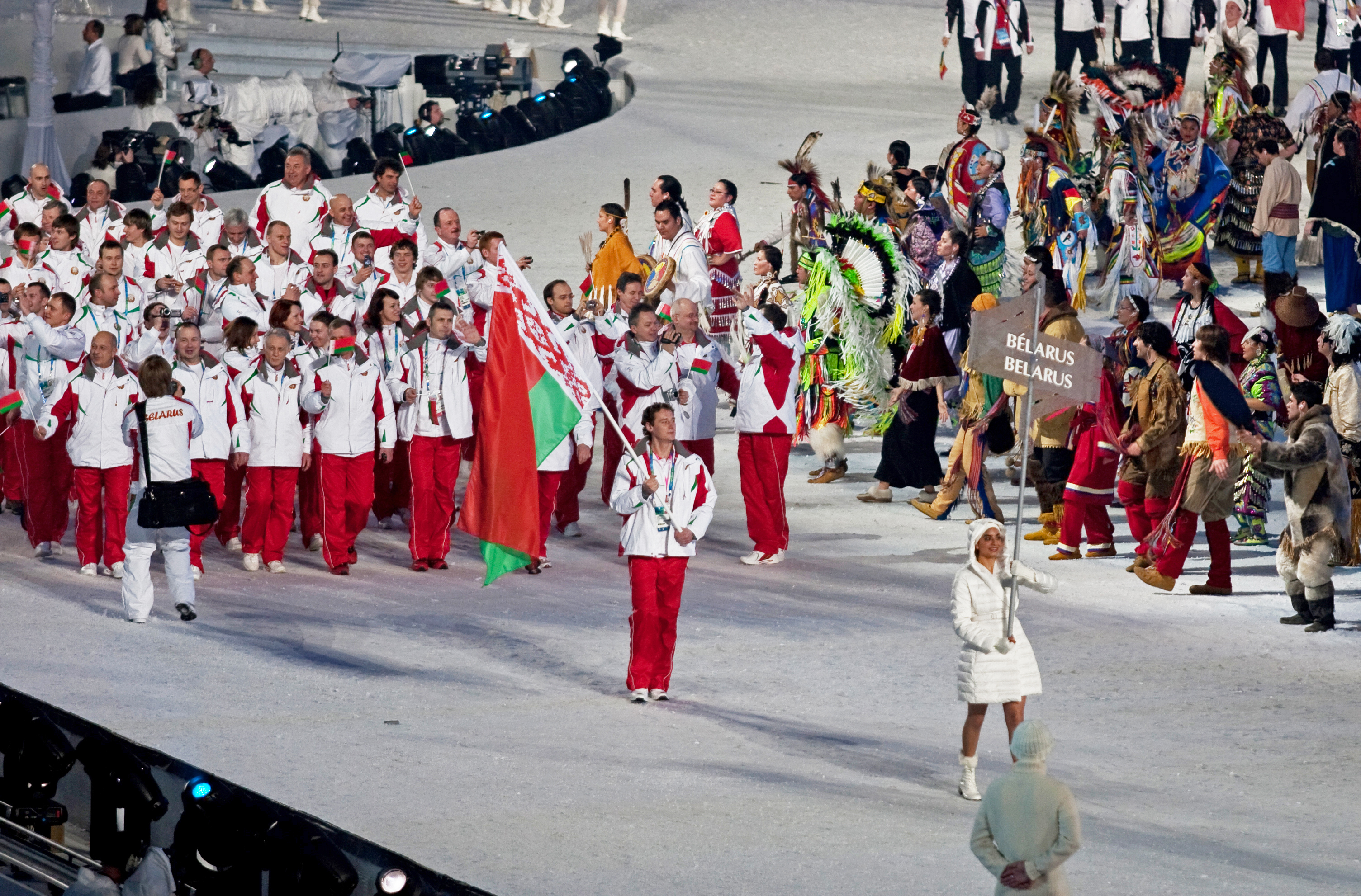
Einmarsch der belarussischen Delegation

Belarus nahm an den Olympischen Winterspielen 2010 im kanadischen Vancouver mit 50 Sportlern in sechs Sportarten teil.

## Medaillengewinner

### Gold
| Name              | Sportart         | Wettkampf |
| ----------------- | ---------------- | --------- |
| Aljaksej Hryschyn | Freestyle-Skiing | Springen  |

### Silber
| Name            | Sportart | Wettkampf      |
| --------------- | -------- | -------------- |
| Sjarhej Nowikau | Biathlon | Einzel (20 km) |

### Bronze
| Name               | Sportart | Wettkampf      |
| ------------------ | -------- | -------------- |
| Darja Domratschawa | Biathlon | Einzel (15 km) |

## Teilnehmer nach Sportarten

### Biathlon
| Männer - Jauhen Abramenka - Sjarhej Nowikau Einzel (20 km): Silber - Aljaksandr Syman - Rustam Waliullin | Frauen - Darja Domratschawa Einzel (15 km): Bronze - Ljudmila Kalintschyk - Wolha Kudraschowa - Wolha Nasarawa - Nadseja Skardsina |

### Eishockey
Männer
Torhüter:
- Wital Kowal (HK Dinamo Minsk)
- Maksim Maljuzin (HK Wizebsk)
- Andrej Mesin (HK Dinamo Minsk)

Verteidiger:
- Andrej Antonau (HK Schachzjor Salihorsk)
- Andrej Baschko (HK Schachzjor Salihorsk)
- Uladsimir Dsjanissau (HK Dinamo Minsk)
- Andrej Karau (HK Dinamo Minsk)
- Sjarhej Kolassau (Grand Rapids Griffins)
- Wiktar Kaszjutschonak (HK Spartak Moskau)
- Aljaksandr Makryzki (HK Dinamo Minsk)
- Aljaksandr Radsinski (HK Junost Minsk)
- Ruslan Salej (Colorado Avalanche)
- Mikalaj Stassenko (Amur Chabarowsk)
- Wadsim Suschko (HK Schachzjor Salihorsk)
- Aljaksandr Syrej (HK Schachzjor Salihorsk)

Stürmer:
- Aleh Antonenka (HK Dinamo Minsk)
- Sjarhej Dsjamahin (Neftechimik Nischnekamsk)
- Michail Hrabouski (Toronto Maple Leafs)
- Aljaksej Kaljuschny (HK Dynamo Moskau)
- Kanstanzin Kalzou (Salawat Julajew Ufa)
- Andrej Kaszizyn (Canadiens de Montréal)
- Sjarhej Kaszizyn (Canadiens de Montréal)
- Aljaksandr Kulakou (HK Dinamo Minsk)
- Andrej Michaljou (HK Dinamo Minsk)
- Dsmitryj Mjaleschka (HK Dinamo Minsk)
- Kanstanzin Sacharau (HK Dinamo Minsk)
- Sjarhej Sadseljonau (HK Dinamo Minsk)
- Andrej Stas (HK Dinamo Minsk)
- Aljaksej Uharau (HK MWD Balaschicha)

### Eisschnelllauf
Frauen
- Swjatlana Radkewitsch

### Freestyle-Skiing
| Männer - Dsmitryj Daschtschynski - Aljaksej Hryschyn Springen: Gold - Anton Kuschnir - Zimafej Sliwez | Frauen - Hanna Huskowa - Assol Sliwez - Ala Zuper |

### Ski Alpin
Frauen
- Lisaweta Kusmenka
- Marija Schkanowa

### Skilanglauf
| Männer - Sjarhej Dalidowitsch 50 km Massenstart (klassisch): 25. Platz - Aljaksej Iwanou 50 km Massenstart (klassisch): 45. Platz - Leanid Karnijenka | Frauen - Nastassja Dubaresawa - Kazjaryna Rudakowa - Alena Sannikawa - Wolha Wassiljonak |